# Lilian Dugois
 (décembre 2023).
Lilian Dugois est un acteur français né le 3 octobre 1998 à Blois (Loir-et-Cher). Il est surtout connu pour le rôle d'Eliott Bouley dans la série Fais pas ci, fais pas ça.

## Biographie
Lilian Dugois, est le fils de Patrick Dugois,  sociologue de formation, qui a exercé des responsabilités dans le monde politique (assistant parlementaire de Jack Lang, conseiller auprès de Michel Sapin, directeur de cabinet du Président de la Région Centre). Il a un frère et une sœur. Il apparaît pour la première fois sur les écrans en 2007 à l'âge de neuf ans dans la série télévisée Chez Maupassant dans le premier épisode de celle-ci mais aussi dans la série télévisée Fais pas ci, fais pas ça dans le rôle de Eliott Bouley aux côtés de Bruno Salomone et Isabelle Gélinas qui jouent ses parents. Il rejoindra l'équipe d'improvisation théâtrale les Vicignols à Voisins-le-Bretonneux en 2012.

## Filmographie

### Cinéma
- 2008 : Mes amis, mes amours de Lorraine Lévy : Victor
- 2011 : Le Petit Poucet de Marina de Van
- 2016 : C'est quoi cette famille ?! de Gabriel-Julien Laferrière : Oscar, fils de Madeleine et Phillipe
- 2019 : C'est quoi cette mamie ?! de Gabriel Julien-Laferrière : Oscar
- 2020 : Des hommes de Lucas Belvaux : Brenière
- 2021 : C'est quoi ce papy ?! de Gabriel Julien-Laferrière : Oscar
- 2022 : Ténor de Claude Zidi Jr. : un jeune

### Télévision
- 2007 - 2017 : Fais pas ci, fais pas ça, série créée par Anne Giafferi et Thierry Bizot, saisons 1 à 9 : Eliott Bouley
- 2007 : Chez Maupassant, épisode Histoire d'une fille de ferme réalisé par Denis Malleval : Jean à six ans
- 2007 : Voici venir l'orage... de Nina Companeez
- 2010 : Merci papa, merci maman de Vincent Giovanni : Théo
- 2018 : Section de recherches, saison 12 épisode 2 : Hugo Lagier
- 2018 : Aux animaux la guerre, épisode 4 réalisé par Alain Tasma : Riton Ladurte
- 2020 : Fais pas ci, fais pas ça : Y aura-t-il Noël à Noël ? de Michel Leclerc : Eliott Bouley
- 2024 : Fais pas ci, fais pas ça : On va marcher sur la Lune d'Alexandre Castagnetti : Eliott Bouley